# Външна политика на Казахстан
Международни отношения на Казахстан
Външните отношения на Казахстан се основават предимно на икономическа и политическа сигурност. Администрацията на Назарбаев се опитва да балансира отношенията си с Русия и САЩ чрез търговия на нефт и природен газ на изкуствено ниски цени и чрез подпомагане на САЩ във войната срещу тероризма. Казахстан е член на Организацията на обединените нации, Организацията за сигурност и сътрудничество в Европа (която председателства през 2010 г.), Северноатлантическия съвет за сътрудничество, Общността на независимите държави, Шанхайската организация за сътрудничество, както и програмата на НАТО „Партньорство за мир“. Казахстан създава митнически съюз с Русия и Беларус. Държавата беше Общото икономическо пространство през 2012 година. Казахстан установява връзки с Евроазиатската икономическа общност с Киргизстан и Таджикистан.
Председателство на Казахстан на ОССЕ
През януари 2010 година Казахстан поема председателството на Организацията за сигурност и сътрудничество в Европа (ОССЕ), най-голямата регионална организация за сигурност, която свързва 56 страни от Европа, Северна Америка и Азия. Казахстан става първата постсъветска, азиатска, мюсюлманска държава, на която се оказва честта да ръководи организацията. Без никакви съмнения, в чест на председателството на авторитетна международна организация се символизира успехът на социалните, икономически и политически постижения на Казахстан. Председателството на Казахстан представя значителни възможности и за двете, Астана и ОССЕ.

## Гранични въпроси
Преди 2005 г. Казахстан, Русия, Туркменистан и Узбекистан са съгласни да започнат разграничаване на техните общи граници. Не е постигнато съгласие за границата с Туркменистан на морското дъно в Каспийско море и използването на вода от морето е под въпрос.

## Забранени наркотични вещества
Производството на канабис и опиум е международен проблем, тъй като голяма част от реколтата се продава в други страни, особено в други страни-членки на Общността на независимите държави (ОНД). През 1998 година, Службата на ООН по наркотиците и престъпността пресмята, че „минимум 1517 тона канабис е бил събран“ в Казахстан. С падането на Съветския съюз, Казахстан става главна транзитна страна за наркотици, произведени в Югозападна Азия, предимно от Афганистан. През 2001 година казахстанските власти съобщават 1320 случая на трафик на наркотици и че са конфискувани 18 тона наркотици. Това се разглежда като част от действителния общ обем трафик и широко разпространената корупция, които продължават да пречат на правителството в усилията му за борба с наркотиците. Прозрачност без граници дават оценка на Казахстан като „силно корумпирана държава“. Русия и Европа са основните пазари на тези наркотици, но и употребата в Казахстан нараства. 

## Централна Азия

### Азербайджан
Дипломатическите отношения са установени на 27 август 1992 година. Азербейджан има посолоство в Астана. Казахстан има посолоство в Баку от 16 декември 1994 година.

### Киргизстан
Двустранните отношения между страните са добре развити, а и народите на държавите са близки по език, култура и религия. Икономическите взаимоотношения между държавите винаги са били силни, а и двете нации винаги са одобрявали и са работели за близки връзки една с друга. На 26 април 2007 година, прездидентите на Киргизстан и Казахстан подписват спогодба за създаване на „Международен Висш съвет“. Историческото събитие се случва по време на официална визита на казахстанския Президент в Бишкек, столицата на Киргизстан.". Central Asia: A Kyrgyz-Kazakh Step Towards Regional Union

### Туркменистан
Казахстан има посолство в Ашхабат. Туркменистан също от своя страна има послоство в Астана.

### Узбекистан
Отношенията между Казахстан и Узбекистан винаги са определяни като искрени и силни. В преиода на бързо развите в Казахстан, президентът на Узбекистан прави няколко визити в Казахстан.

## Азия
| Държава    | Начало на официалните отношения | Notes |
| ---------- | ------------------------------- | --- |
| Армения    |                                 | Казахстан има посолство в Ереван, както и Армения в Алмати. Над 25 000 граждани на Казастан се самоопределят като арменци. Формалните дипломатически отношения между Казахстан и Армения започват през 2006 година, въпреки че през 1999 и 2001 години, президентите на страните разменят визити. През 2006 година Президентът на Казахстан – Нурсултан Назарбаев заявява: „Нивото на търговия между нашите държави не задоволява нито една от двете страни, а тези ниски индикатори не могат да задоволят нашите критерии“. Във връзка с това през 2006 година са подписани редица документи и спогодби, целящи засилване на търговията. Бившият Президент на Армения – Роберт Кочарян оценява действията на Казахстан, като признава: „Ние се надяваме това да е началото на период на засилени инвестиции от Казахстан в Армения“. - Kazakh Ministry of Foreign Affairs about relations with Armenia Архив на оригинала от 2012-04-19 в Wayback Machine. |
| Индия      |                                 | През 90-те години взаимоотношенията между Казахстан и Индия не са особено активни. В началото на 21 век обаче, това се променя. И двете нации търсят развитие и стратегическо партньорство в региона на Централна Азия. |
| Израел     |                                 | Въпреки членството на Казахстан в „Организация за ислямско сътрудничество“, отношенията с Израел са по-скоро добри. Те са установени през 1992 година, а Президентът Назарбаев прави две визити в Израел – през 1995 година и 2000 година. През 2006 по време на визитата на казахстанския министър-председател Карим Масимов, израелският му колега Ехуд Олмер отбелязва: „Казахстан може да покаже колко красиво лице може да има ислямът. Съвременният, непрестанно развиващ се Казахстан е чудесен пример за икономическо развитие и междуетническо съгласие, което трябва да е пример за останалите мюсюлмански държави“. Двустранната търговия между държавите през 2005 се оценява на около 724 милиона щастки долара. През 2008 Казахстан и Израел започват програма за сътрудничество в областта на отбраната. Bilateral trade between the two countries amounted to $724 million in 2005.                                                         |
| Пакистан   |                                 | Отношенията между двете страни започват на 20 декември 1991 година. Диплматическите и консулски връзки са установени по-късно – през 1992 година, по време на посещението на Президента Назарбаев в Пакистан. Пакистан счита Казахстан за бързо растящ пазар за пакистански стоки. |
| Филипини   | 1992-03-19                      | Дипломатическите връзки на Казахстан с Филипините започват формално на 19 март 1992 година. Филипините поддържат връзките си с Казахстан главно през посолството си в Москва, а Казахстан от своя страна има почетно консулство в Манила. За периода януари – ноември 2010 година, търговията между Казахстан и Филипините се оценява на около 7 милиона щатски долара. През 2009 година казахстанските туристи във Филипините са около 1500, а за същата година в Казахстан пристигат около 7000 души от Филипините, за да търсят работа – главно в петролния сектор. През 2011 година се стига до спорозумение между двете страни за взаимна реклама на туризма и възможностите за инвестиции. |
| Китай      | 1992-01-03                      | Дипломатическите отношения между държавите започват с подписването на първото им споразумение през април 1994 година. През юли 1998 година те се договарят за точното разчертание на 1700 километровата им обща граница. |
| Южна Корея | 1992-01-28                      | Двустраните отношения между Казахстан и Южна Корея са в непрекъснато развитие. Взаимовръзките между държавите са силни, особено в политическата, икономическата и образователната сфери. Наличието на близо 100 000 корейски граждани в Казахстан допълнително засилва връзката между страните. |
| Малайзия   | 1992                            | Казахстан има посолство в столицата на Малайзия – Куала Лампур, а от своя страна Малайзия има в Алмати. |

## Европа

### Европейски съюз
Споразумението за партньорство и сътрудничество с Казахстан е правната рамка за Европейския съюз и Казахстан в двустранните им отношения и влиза в сила през 1999 година. През ноември 2006 г. Меморандум за разбирателство и сътрудничество в областта на енергетиката между ЕС и Казахстан, е подписано за създаване на основа за засилено сътрудничество. В бъдеще ЕК ще се съсредоточи върху следните приоритетни области: насърчаване на продължаващия процес на реформи в политическата, икономическата, съдебнатата система и социалното равнище, изграждане на инфраструктура, както и сътрудничество в енергийния сектор. Общата цел на ЕС за сътрудничество цели, политическите решения и приоритетни области на Централна Азия да могат да намерят в ЕО регионална стратегия за Централна Азия. В допълнение към помощта в рамките на инструмента за сътрудничество за развитие, Казахстан участва и в няколко текущи регионални програми.

### Европейски държави
| Държава        | Начало на официалните отношения | Notes |
| -------------- | ------------------------------- | --- |
| Албания        |                                 | Албания е представена в чрез посолството си в Москва, (Русия). Казахстан е представена в Албания чрез посолството си в Анкара (Турция). |
| България       | 1992-07-05                      | От 1994 г. България има посолство в Алмати. От ноември 2004 г. Казахстан има посолство и почетно консулство в София. |
| Латвия         | 1992-12-30                      | Казахстан признава независимостта на Латвия на 23 декември 1991 година. Латвия признава независимостта на Казахстан на 8 януари 1992 година. Казахстан е представена в Латвия чрез посолството си във Вилнюс (Литва) и чрез почетно консулство в Рига. Латвия има посолство в Астана и Почетното консулство в Алмати. - Latvian Ministry of Foreign Affairs about the relation with Kazakhstan Архив на оригинала от 2008-06-21 в Wayback Machine. |
| Норвегия       |                                 | Казахстан има посолство в Осло. |
| Румъния        | 1992-07-15                      | Казахстан има посолство и Почетното консулство в Букурещ. Румъния има посолство в Алмати. Има около 20 000 румънци, живеещи в Казахстан. |
| Русия          |                                 | Казахстан има посолството в Москва, генерално консулство в Санкт Петербург, Астрахан и Омск. Русия има посолство в Астана и консулства в Алмати и Уралск. Дипломатическите отношения между Русия и Казахстан се е колебливи след падането на Съветския съюз, но и двете страни остават партньори по регионалните въпроси и по-големите поддръжници на Договора за колективна сигурност и Шанхайската организация. Казахстан-руските отношения са обтегнати на моменти от военното и икономическото сътрудничество на Астана със Съединените щати. В Балкаш и Байконур са разположени радарна станция и космодрум (под руски контрол). Руско присъствие има и в казахстанската армия – повечето офицери са етнически руснаци, а голяма част от военните подразделения използват руска (или съветска) техника. Казахстан продава нефт и газ в Русия при значително намален оборот. Руски фирми са инвестирали големи суми в икономиката на Казахстан. |
| Швейцария      |                                 | Рахат Алиев, първият заместник-министър на външните работи на Казахстан се среща с Антон Талман, заместник-министър на външните работи на Швейцария, в Берн, Швейцария на 13 – 14 ноември 2006 година. Талман обявява, че Федералният съвет на Швейцария обмисля откриване на посолство в Казахстан, казвайки: "Швейцария се интересува от цялостното развитие на отношенията с вашата страна, защото има динамично развитие и нарастваща роля в региона. Във връзка с това Берн увеличава дипломатическото си присъствие в тази страна, до отваряне на швейцарското посолство в перспектива”. Това потвърждава подкрепата на швейцарското правителство за кандидатурата на Казахстан за председателството на Организацията за сигурност и сътрудничество в Европа през 2009 година. |
| Турция         | 1992-03-02                      | Турция и Казахстан са тюркски народи, учредители на съвместна администрация на тюркски за Изкуство и Култура TURKSOY на 12 юли 1993 година. Турция признава Казахстан на 16 декември 1991 г., в същия ден, от обявяването на независимост на Казахстан. Дипломатическите им отношения се развиват положително на международната сцена в областта на търговията и стратегически въпроси. Казахстан има посолство в Анкара и генералното консулство в Истанбул. Турция има свое посолство в Алмати и офис в Астана. |
| Украйна        | 1991                            | Казахстан има посолство в Киев и Почетното консулство в Одеса. Украйна има посолство в Астана и генерално консулство в Алмати. |
| Великобритания | 1992-02-19                      | Обединеното кралство открива посолство в Казахстан през октомври 1992 година. Казахстан открива посолство във Великобритания през февруари 1996 година. |

## Отношения с други държави
| Държава | Начало на официалните отношения | Notes |
| ------- | ------------------------------- | --- |
| Канада  |                                 | Страните установяват дипломатически отношения помежду си през 1992 година. Канада има посолство в Алмати. Казахстан има посолство в Отава и консулство в Торонто. И двете страни са пълноправни членове на Организацията за сигурност и сътрудничество в Европа. Президентът на Казахстан Нурсултан Назарбаев, прави официално посещение в Канада май 2003. |
| САЩ     |                                 | Официални отношения между двете страни са установени на 26 декември 1992, които са резултат от признаването на Казахстан за суверенна държава през 1991 година. След разпадането на Съветския съюз САЩ стават първата държава, която признава независимостта на Казахстан. САЩ открива посолство в Алмати януари 1992 година, което е преместено в Астана 2006 година. От 2009 година в Алмати има и Генерално Консулство. Посолството на Казахстан във Вашингтон е отворено през октомври 1992 година. |

## Обзор
Казахстан има установени дипломатически връзки със 130 суверенни държави (включително Ватикана и Палестина). Все още няма установен дипломатически контакт със страни като Андора, Монако, Белиз, Хаити, Гренада, Тринидад и Тобаго, Барбадос, Гвинея, Суринам, Гренада, Гватемала, Колумбия, Еквадор, Боливия, Уругвай, Гамбия, Мали, Буркина Фасо, Бенин, Того, Сиера Леоне, Габон, Конго, Южен Судан, Бурунди, Танзания, Сомалия, Джибути, Еритрея, Етиопия, Сейшелските острови, Намибия, Бутан, Непал, Самоа, Тонга, Фиджи, Папуа Нова Гвинея и други.